# Dr. Mario et Bactéricide
Dr. Mario et Bactéricide (Dr. Mario Online Rx) est un jeu vidéo de puzzle sorti en 2008 sur WiiWare, avec le lancement du service. Le jeu a été développé et édité par Nintendo. Il reprend le concept de la série Dr. Mario et y ajoute un nouveau mode, le mode Bactéricide.

## Système de jeu
Le jeu reprend le système de puzzle des autres jeux de la série, agrémenté de deux modes batailles, d'un mode en ligne et du mode Bactéricide. Afin de jouer contre un ami ne possédant pas le WiiWare, il est possible d'utiliser la "Friend Battle Demo". Il faut aligner les gélules envoyés par Dr. Mario avec les virus présentes afin de les éliminer. Les gélules tombent de plus en plus vite au long de la partie. De plus, le joueur a la possibilité d'utiliser son Mii lors des parties en ligne contre d'autres joueurs.

## Accueil
Dr. Mario et Bactéricide reçoit un accueil modérément positif, obtenant un score de 72 % sur Metacritic sur la base de 18 critiques. Dans une liste établie le 19 juillet 2011, IGN classe Dr. Mario et Bactéricide 16e meilleur jeu de la plate-forme WiiWare.